# Grutas e arte glacial nos Alpes Suábios
As Grutas e arte glacial nos Alpes Suábios são uma coleção de seis cavernas no sul da Alemanha, usadas durante a Idade do Gelo como abrigo pelo homem a cerca de 33.000 a 43.000 anos atrás. As cavernas estão localizadas nos Vales Lone e Ach. Dentro das cavernas foram descobertos uma estatueta em formato feminino, figuras esculpidas de animais (leões, mamutes, cavalos e bois), instrumentos musicais e itens de adorno pessoais. Algumas das figuras esculpidas são metade animal e metade humanas.

## Cavernas
| Foto da caverna    | Nome               | Localização | Descrição                                                                                             | Descobertas                                                        | Foto de uma descoberta importante |
| ------------------ | ------------------ | ----------- | --- | ------------------------------------------------------------------ | --------------------------------- |
| imagens adicionais | Bocksteinhöhle     | Vale Lone   | | Machado de mão (Bocksteinmesser)                                   | Bocksteinmesser                   |
| imagens adicionais | Geißenklösterle    | Vale Ach    | | Orans (postura de oração) figura meio animal/meio humano em marfim | imagens adicionais                |
| imagens adicionais | Hohler Fels        | Vale Ach    | | figura de um mamute em marfim, flauta de um osso de abutre         | imagens adicionais                |
| imagens adicionais | Hohlenstein-Stadel | Vale Lone   | caverna com 50 m (160 pé) de comprimento e estreita. Entrada com 8 m × 4 m (26 pé × 13 pé) de altura. | Figura de um homem leão esculpida em marfim                        | imagens adicionais                |
| imagens adicionais | Sirgensteinhöhle   | Vale Ach    | Comprimento total da caverna de 42 m (140 pé) com altura máxima de10 m (33 pé)                        | Cerca de 5000 pontas de flechas, machados e pedras afiadas         |                                   |
| imagens adicionais | Caverna Vogelherd  | Vale Lone   | | Figura de um mamute em marfim, figura de um javali                 | imagens adicionais                |

## UNESCO
Foi inscrito como Patrimônio Mundial da UNESCO em 2017 por: "ser um excelente testemunho da cultura dos primeiros homens e assentamentos na Europa. A pesquisa desta região teve uma importante influência no entendimento da Era Paleolítica Superior na Europa."